# Arborophila merlini
La arborófila de Annam (Arborophila merlini) es una especie de ave en la familia Phasianidae.  
Es una especie endémica de Vietnam, habitando en los densos bosques bajos húmedos de la zona central de la Cordillera Annamita.

## Descripción
Mide unos 29 cm de largo, siendo la hembra algo más pequeña que el macho. El macho pesa 290 gr y la hembra 250 gr. 
El dorso de la arborófila de Annam es marrón con una fina filigrana rayada. Su cabeza es más pálida excepto por una corona marrón y zona en los oídos. La zona superior de su pecho es escamada, el resto de sus partes inferiores son beige-amarillentas con marcas oscuras en forma de flecha en los laterales. El plumaje de ambos sexos es similar.
La llamada es una serie de silbidos claros.

## Comportamiento y estatus
Esta es una especie tímida y de la que se sabe poco, la misma se alimenta en pequeñas bandadas de semillas, bayas y termitas. Se encuentra amenazada por pérdida de hábitat a causa de procesos de deforestación y se encuentra limitada a dos pequeñas zonas en  Annam.